# EC Ferro Carril

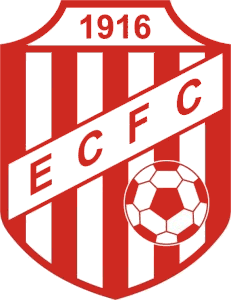
Logo

Der Esporte Clube Ferro Carril ist ein am 1. März 1916 gegründeter Fußballverein aus der rund 110.000 Einwohner zählenden Stadt Uruguaiana im brasilianischen Bundesstaat Rio Grande do Sul an der Grenze zu Argentinien.
Höhepunkte der Vereinsgeschichte des Eisenbahner-Sportvereines waren die drei Teilnahmen in der höchsten Division der Staatsmeisterschaft von Rio Grande do Sul in den Jahren 1929, 1954 und 1976. In den ersten beiden Turnieren konnte der Hinterlandverein dabei in insgesamt fünf Spielen keinen Punkt verbuchen. Bei der Teilnahme 1976 erreichte Ferro Carril immerhin einige positive Resultate erzielen, schied aber dennoch bereits in der ersten Hauptrunde aus. Ein noch bestehender Turnierrekord ist dabei die 0:14-Niederlage vom 23. Mai 1976 beim Meister des Jahres, dem SC Internacional in Porto Alegre.
Bekanntester Spieler der Vereinsgeschichte von Ferro Carril ist Chico, der in den 1940er und 1950er Jahren einer der herausragenden Spieler der goldenen Ära des Spitzenvereines CR Vasco da Gama war und bei der Fußball-Weltmeisterschaft 1950 mit der Fußballnationalmannschaft von Brasilien das als Maracanaço in die Geschichte eingegangene Entscheidungsspiel gegen Uruguay verlor. Er begann seine Laufbahn beim Verein in den späten 1930er Jahren.
Der Verein trägt seine Heimspiele im Estádio Joal de Lima e Silva aus, das rund 3000 Zuschauer fasst.